# کوارکوش
کوارکوش (انگلیسی: Kvarkush) یک کوه در سرزمین پرم کشور روسیه است.